# Malý Dobráček
Malý Dobráček (1893, Petit Bonhomme) je méně známý román francouzského spisovatele Julesa Verna z jeho cyklu Podivuhodné cesty (Les Voyages extraordinaires).

## Obsah románu
Román je pro tvorbu Julese Verna naprosto netypický. Čtenář, který by nevěděl, že jde o jeho dílo, mohl by si myslet, že čte jeden z románů anglického spisovatele Charlese Dickense. Příběh se odehrává v Irsku v druhé polovině 19. století, tedy v zemi, která se díky emigrační vlně, zaviněné strašlivou chudobou a hladomory, začíná dokonce vylidňovat.
Vyprávění začíná v létě roku 1875, kdy se po irském venkově potuloval žebrák jménem Thornpipe. Jeho pes táhl za sebou vozík s bednou, která vypadala jako flašinet, byly v ní ale „královské loutky“, jak tuto výzdobu nazýval Thornpipe. Předstíral, že loutky jsou samopohyblivé, avšak ve skutečnosti byl uvnitř bedny uzavřen tříletý chlapeček, který jimi hýbal. Byl to sirotek a nalezenec jménem Malý Dobráček, kterého Thornpipe trestal bičem a nechal ho málem zemřít hlady. A právě další osudy tohoto chlapečka, jsou obsahem románu. Autor popisuje nejprve jeho strastiplné dětství v chudobinci a pak to, jak díky svým obchodním schopnostem postupně nabyl slušného jmění, kterého využíval k pomoci jiným potřebným lidem.

## Ilustrace
Knihu Malý Dobráček ilustroval Léon Benett.

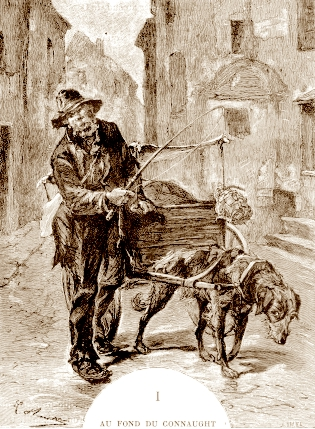
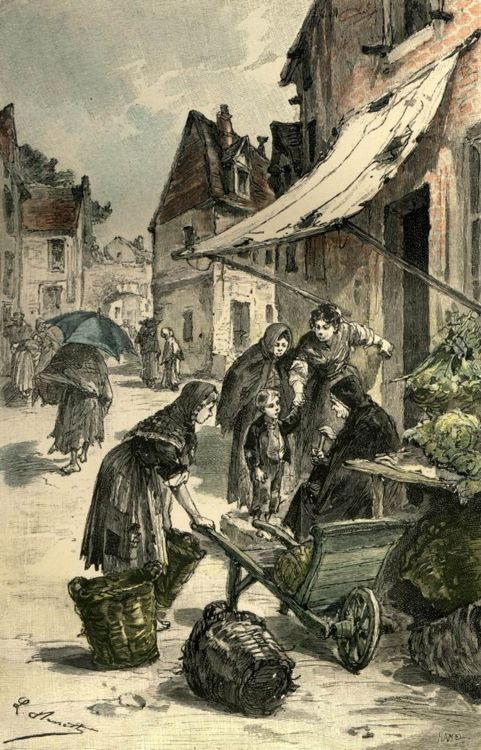
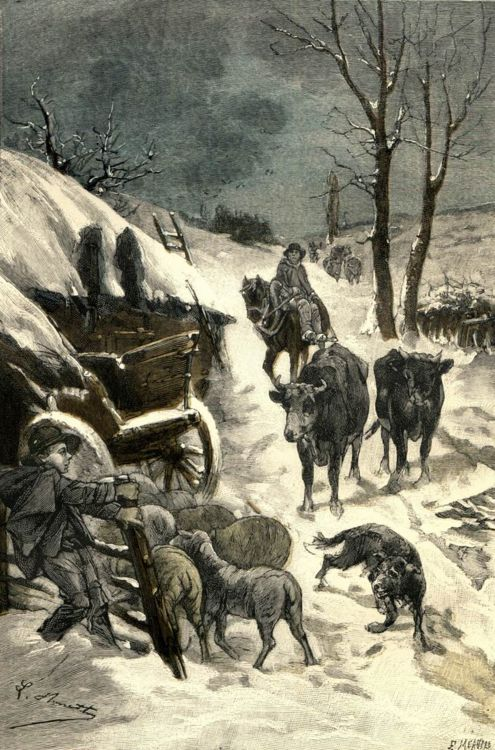
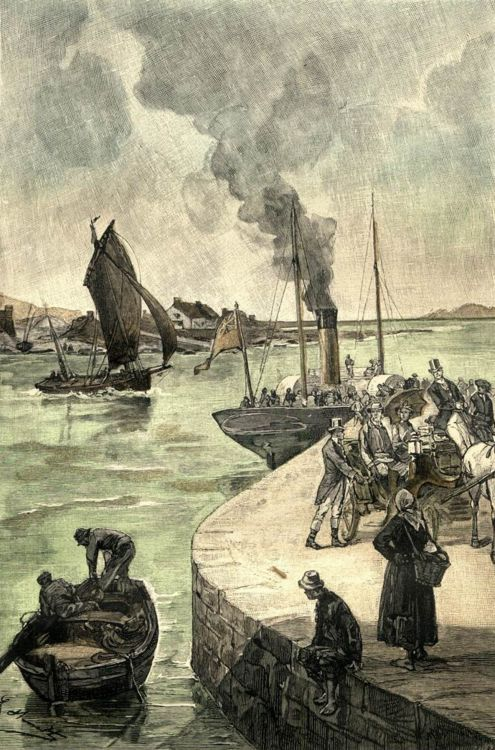

## Česká vydání
- Malý Dobráček, Bedřich Kočí, Praha 1910, přeložil Mojmír Kallus, dva svazky,
- Malý Dobráček, Návrat, Brno 1996, přeložil Mojmír Kallus.
- Malý Dobráček, Nakladatelství Josef Vybíral, Žalkovice 2017, přeložil Mojmír Kallus.